# Agrostis infirma
Agrostis infirma är en gräsart som beskrevs av Lodewijk Hendrik Buse. Agrostis infirma ingår i släktet ven, och familjen gräs.
Artens utbredningsområde är Java. Inga underarter finns listade i Catalogue of Life.